# بدترین هفته زندگی‌ام
بدترین هفتهٔ زندگی‌ام (ایتالیایی: La peggior settimana della mia vita) یک فیلم کمدی ایتالیایی به کارگردانی آلساندرو جنووزی است که در سال ۲۰۱۱ منتشر شد.

## بازیگران
- فابیو د لوئیجی
- کریستیانا کاپوتوندی
- مونیکا گوئریتوره
- آنتونیو کاتانیا
- آلساندرو سیانی
- جیزلا سوفیو
- کیارا فرانچینی
- آندرئا مینگاردی
- آریسا